# Baruj She'amar
Baruj she'amar (hebreo: ברוך שאמר) es la bendición de apertura a los Pesukei DeZimrá en el rezo de Shajarit. Contiene 87 palabras, que es la gematría de la palabra "paz" (פז) que significa "oro refinado". Baruj she'amar actúa como una transición en el rezo de la mañana. Por tanto, se canta en una melodía fija. La melodía usada por la gran mayoría de las comunidades se deriva de la de Hatikva.
Inicialmente, Sa'adia Gaon (el fundador de la literatura judía religiosa en judeoárabe) instituyó el rezo de Baruj she'Amar para ser recitado en Shabbat, pero en Francia se convirtió en una costumbre de recitarla diariamente, como ahora acostumbran la mayoría de las comunidades. En las comunidades de España, Portugal y el Norte de Marruecos la costumbre es recitar los tehilim adicionales de Shabbat antes de recitar Baruj she'amar. Los hombres la recitan tomando sus tzitziyot delanteros del talit gadol y teniéndolos en la mano derecha hasta el final, cuando se besan antes de soltarlos.
Hay siete aspectos divinos mencionados en Baruj she'amar. Estos son: 
1. Él habló y el mundo empezó a existir,
2. Él habla, Lo hace, Lo decreta y Lo cumple,
3. Él es misericordioso,
4. El recompensa a aquellos que le temen,
5. Él es eterno,
6. Él rescata y redime a Su Pueblo,
7. El nombre de Dios es bendito.